# CNOT2
CNOT2‏ (CCR4-NOT transcription complex subunit 2) هوَ بروتين يُشَفر بواسطة جين CNOT2 في الإنسان.